# Martyrs d'Alkmaar
Les Martyrs d'Alkmaar sont un groupe d'ecclésiastiques catholiques qui, après la conquête d'Alkmaar par Diederik Sonoy en 1572, ont été transférés à Enkhuizen où ils ont été torturés et pendus par les gueux de mer.

## Histoire
Le 24 juin 1572, les gueux, s'étant emparés d'Alkmaar, ont fait prisonniers le clergé catholique. Sonoy, qui a été nommé gouverneur de la Frise-Occidentale par Guillaume d'Orange cette année-là, a fait transférer le clergé à Enkhuizen, où il était maire. Les prisonniers seraient libérés s'ils renonçaient au catholicisme et devenaient protestants. Devant leur refus, même après avoir été torturés, ils sont pendus le 25 juin 1572.
Les cinq clercs venaient tous du couvent franciscain situé à Alkmaar. Leurs noms étaient : 
- Daniël van Arendonk ;
- Hadrianus van Gouda ;
- Cornelis van Diest ;
- Johannes van Naarden ;
- Lodewijk Voets (ou Ludovicus Boethuis).

Engelbert de Terburg, du même couvent, après avoir subi des tourments inouis, fut pendu plus tard à Ransdorp, près d'Amsterdam. Contrairement aux martyrs les plus connus de Gorcum, ce groupe de martyrs n'a jamais été béatifié ou canonisé.